# Rhopalomyia salsolae
Rhopalomyia salsolae är en tvåvingeart som beskrevs av Tavares 1924. Rhopalomyia salsolae ingår i släktet Rhopalomyia och familjen gallmyggor.
Artens utbredningsområde är Spanien. Inga underarter finns listade i Catalogue of Life.